# Jenei Jenő (díszlettervező)
Jenei Jenő (Jevgenyij Jenej) (Radnót, 1890. június 9. – Leningrád, 1971. június 6.) magyar származású szovjet díszlettervező.

## Életpályája
Budapesten építészetet tanult s egyetemistaként bekapcsolódott a Galilei Kör munkájába. Felhagyva a tanulással építészeti irodában dolgozott, közben festészettel, iparművészettel foglalkozott. 1916-ban orosz hadifogságba esett. 1919 végén belépett a Vörös Hadseregbe: az Aranyvonatot kísérte. Ezután pártmunkás volt. 1921-ben Petrográdba került, ahol részt vett az állami filmgyártás megszervezésében. 1923-ban a Szevzapkino díszlettervezője lett. Egy ideig a Lenfilm fődíszlettervezője volt. 1937–1945 között Kazahsztánban élt; ezen kívül mindvégig Leningrádban lakott.

## Filmjei
- A köpeny (1926)
- A cár utolsó alattvalója (1929)
- Új Babilon (1929)
- Egyedül (1931)
- És felkel a nap (1935)
- Makszim-trilógia (I–II. rész; 1935-1937)
- A 217-es deporált (1945)
- A cárnő cipője (1945)
- Professzor úr, válasszon! (1947)
- Új utakon (1949)
- A dalnok esküje (1952)
- Vihar Itália felett (1955)
- Don Quijote (1956)
- Botcsinálta sofőr (1958)
- A hajnal gyermeke (1958)
- Vigyázz, nagymama! (1961)
- Az ismeretlenésg határán (1962)
- Hamlet (Grigorij Mihajlovics Kozincev, 1964)
- Katyerina Izmajlova (1966)
- Lear király (1970)

## Díjai
- A Szovjetunió népművésze (1969)
- Állami díj (1948)
- Emlékérem az 1941–1945-ös Nagy Honvédő Háborúban való bátor részvételért
- Sztálin-díj
- Munka Vörös Zászló érdemrendje
- Lenin-rend